# 安国幸左衛門
安国 幸左衛門（安國 幸左衛門、やすくに こうざえもん、1881年〈明治14年〉11月8日 - 1949年〈昭和24年〉5月12日）は、日本の政治家、地主・家主。神戸市会議員。

## 経歴
兵庫県武庫郡西灘村（現・神戸市）出身。安国幸右衛門の長男。早稲田大学政治経済科卒業。一年志願兵として軍務に服し、三等主計に進む。除隊後父業に従事する。在郷軍人分会長に推される。
1929年、西灘村が神戸市に編入されるにあたって推されて市会議員に当選する。岩屋青年会会長、灘信用組合理事、神戸商業大学柔道師範、兵庫県柔道有段者会会長等の名誉職を兼ねる。1948年、公安委員に任命される。

## 人物
趣味は柔道、銃猟、釣魚、乗馬。住所は兵庫県神戸市灘区岩屋町。

## 家族・親族
安国家
- 父・幸右衛門[4]（農業）[5] - 住所は西灘河原[5]。
- 妻・吉枝（1888年 - ?、大阪、辻元松五郎の二女）[1][4]
- 息子、娘[1]

親戚
- 姉の夫・生島五三郎[1]（兵庫県多額納税者、地家主）
- 生島五三郎（検事）